# Município de Tuscarawas (condado de Stark, Ohio)
O município de Tuscarawas (em inglês: Tuscarawas Township) é um município localizado no condado de Stark no estado estadounidense de Ohio. No ano de 2010 tinha uma população de 5.980 habitantes e uma densidade populacional de 78,39 pessoas por km².

## Geografia
O município de Tuscarawas encontra-se localizado nas coordenadas 40° 46′ 32″ N, 81° 35′ 21″ O. Segundo a Departamento do Censo dos Estados Unidos, o município tem uma superfície total de 76.29 km², da qual 76.26 km² correspondem a terra firme e (0.04%) 0.03 km² é água.

## Demografia
Segundo o censo de 2010, tinha 5.980 habitantes residindo no município de Tuscarawas. A densidade populacional era de 78,39 hab./km². Dos 5.980 habitantes, o município de Tuscarawas estava composto pelo 98.26% brancos, o 0.45% eram afroamericanos, o 0.07% eram amerindios, o 0.22% eram asiáticos, o 0.07% eram insulares do Pacífico, o 0.13% eram de outras raças e o 0.8% pertenciam a duas ou mais raças. Do total da população o 0.85% eram hispanos ou latinos de qualquer raça.